# Monte Cristi (province)
Pour les articles homonymes, voir Monte Cristi.
Monte Cristi est l'une des 32 provinces de la République dominicaine. Son chef-lieu est San Fernando de Monte Cristi. Elle est limitée à l'est par les provinces de Puerto Plata et Valverde, au sud par celles de Santiago Rodríguez et Dajabón, à l'ouest par Haïti et au nord par l'océan Atlantique.